# 첫 번째 키스
《첫 번째 키스》(일본어: ファーストキス)는 2025년에 공개된 일본의 로맨틱 드라마 영화이다.

## 출연진

### 주연
- 마츠 다카코 - 스즈리 칸나 역
- 마츠무라 호쿠토 - 스즈리 카케루 역

### 조연
- 요시오카 리호 - 텐마 리츠 역
- 모리 나나 - 세키 안리  역
- 릴리 프랭키 - 텐마 이치로 역
- YOU - 타바타 유카리 역
- 타케하라 피스톨 - 택배 기사 역
- 마츠다 다이스케 - 우사미 케이고 역
- 와다 마사나리 - 아오야마 유토 역
- 스즈키 케이이치 - 아메미야 타츠오 역
- 칸노 미스즈 - 하토무라 사쿠라 역

## 참고 사항
- 츠카하라 아유코 감독은 본 작품에 대해 "모든 사람에게 깊이 꽂히는 웅장하고 멋진 대본입니다. 사카모토 유지 씨의 상냥한 세계에 생생하게 존재하는 마츠 다카코 씨와 마츠무라 호쿠토 씨를, 부디 기대해 주세요"라고 말했고, 각본가 사카모토 유지는 "평생 추억이 될 영화를 만들자고 이야기를 나누면서 시작된 작품입니다. 서로 좀 질려버린 중년 부부. 그 아내가 시간을 초월해서 젊은 시절의 남편을 사랑하는 이야기입니다. 그거 바람피우는 거야? 아니면 부부애? 부부 이야기인데 제목이 첫 키스라니 무슨 말이야? 그런 모순된 감정에 설레면서 봐주셨으면 해서 각본을 썼습니다"라고 말했다.[4]
- 2025년 사카모토 유지는 본 작품 이외에도 도이 노부히로 감독 연출의 영화 '짝사랑 세계'를 공개할 예정이다.